# Assedio di Gibilterra (1316)
L'assedio di Gibilterra del 1316 o secondo assedio di Gibilterra fu un tentativo di attacco non portato a termine avvenuto nel 1316 per mano delle forze degli Azafidi di Ceuta e dei Nasridi di Granada di riconquistare Gibilterra, passata in mano alle truppe di Ferdinando IV di Castiglia nel 1309 durante un precedente assedio.
L'assedio rientrava in una guerra più ampia durante la quale la Castiglia invase Granada con il pretesto di aiutare un suo vassallo Nasr, il vecchio sultano che era stato rovesciato da suo nipote Ismaʿil I nel 1314. Come risposta all'invasione, le forze guidate da Yahya ibn Abi Talib al-Azafi, governatore di Ceuta e alleato di Granada, assediarono Gibilterra e riuscirono a conquistare alcune delle aree periferiche. Il principe Pietro, il reggente del re castigliano Alfonso XI, guidò una forza combinata terrestre e navale per fornire assistenza alla città, inducendo gli aggressori ad abbandonare l'assedio. La guerra tra Granada e Castiglia sarebbe continuata ancora per diversi anni e intervallata da diverse tregue, anche se la minaccia di invasione castigliana terminò in concomitanza della battaglia della Vega di Granada del 1319, che portò alla sconfitta delle forze castigliane e alla morte di Pietro e di un altro reggente, Giovanni.

## Contesto storico

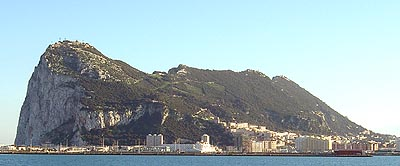
Gibilterra vista da nord-ovest

Nel 1309, le forze di Ferdinando IV di Castiglia avevano sottratto Gibilterra nell'ambito del primo storico assedio della penisola a scapito del Sultanato di Granada. Si trattava di un'offensiva che rientrava in una guerra più ampia tra Granada e una coalizione composta dalla Castiglia, Aragona e dai Merinidi del Marocco. La moschea della città fu convertita in una chiesa e 1 125 abitanti preferirono partire per il Nord Africa piuttosto che vivere sotto il dominio cristiano. Ferdinando e Nasr di Granada firmarono un trattato di pace nel maggio 1310, in virtù del quale il sultano granadino accettava di diventare un vassallo della Castiglia. Nasr rinnovò l'accordo di vassallaggio nell'agosto del 1312, poco prima della morte di Ferdinando, avvenuta nello stesso mese. Il figlio di un anno di Ferdinando, Alfonso XI, divenne re, ma il potere in Castiglia rimase in mano al principe Pietro in veste di reggente, mentre a Granada Nasr dovette affrontare una ribellione scatenata da suo nipote Ismaʿil. Nasr si appellò a Pietro per ottenere aiuto, ma questo non arrivò in tempo. Nel febbraio 1314, Ismaʿil rovesciò lo zio, al quale fu permesso di lasciare la capitale Granada e di amministrare in veste di governatore Guadix. Da quest'ultima città, Nasr continuò a rivendicare il trono, facendosi chiamare «re di Guadix» e invocando l'aiuto della Castiglia. Pietro accettò di incontrare Nasr e di aiutarlo, ma in separata sede rivelò a Giacomo II d'Aragona che intendeva conquistare Granada per sé, aggiungendo che ne avrebbe concesso un sesto all'Aragona in cambio di aiuto.

## L'assedio

### Preparativi
Dopo la sua ascesa, Ismaʿil mise in allerta le regioni di confine per anticipare l'intervento castigliano a favore di Nasr e iniziò a reclutare truppe dopo aver proclamato una jihād (guerra santa) nel 1315. La Castiglia preparò le sue forze d'invasione nella primavera del 1316; Pietro, con l'appoggio di Nasr, sconfisse le forze granadine sotto Uthman ibn Abi al-Ula nei pressi di Alicún, e seguì con un'incursione nel cuore del sultanato di Granada per saccheggiare e distruggere le ricche terre coltivate della regione.

### La battaglia
In risposta all'invasione castigliana, Ismaʿil preparò un assedio contro Gibilterra. Nel 1316 si assicurò un'alleanza con gli esponenti azafidi della città di Ceuta, in Nordafrica, mentre il sultano marinide Abu Sa'id Uthman II si rifiutò di aiutarlo. Nei primi mesi del 1316, le truppe guidate dal governatore di Ceuta Yahya ibn Abi Talib al-Azafi, la cui reputazione militare era ben nota, attraversarono lo Stretto, sconfissero una flotta castigliana e cinsero d'assedio Gibilterra. Quando la notizia dell'assalto giunse a Pietro, il quale stava riposando con il suo esercito a Cordova, egli lasciò i suoi uomini e si recò a Siviglia, al fine di organizzare le forze navali e terrestri per rimuovere il blocco messo in atto dai nemici. Inviò poi la flotta castigliana intorno a capo Trafalgar e nella baia di Gibilterra, mentre lui marciò via terra. Gli assedianti erano già in posizione quando l'esercito e la flotta castigliana si avvicinarono, intenti ad allestire gli attacchi maggiori verso il fianco meridionale; con questa strategia, essi riuscirono a penetrare nella zona periferica di Gibilterra. Pare che le operazioni belliche terminarono quando i musulmani intravidero le truppe di supporto cristiane in arrivo. Pietro pagò comunque e poi lasciò libertà di fare ritorno alle truppe che aveva comandato, concedendo ai suoi soldati grandes quittances (in parole povere, doppia paga), dopodiché tornò dal suo esercito a Cordova per continuare a coordinare gli sforzi contro Granada.

## Conseguenze

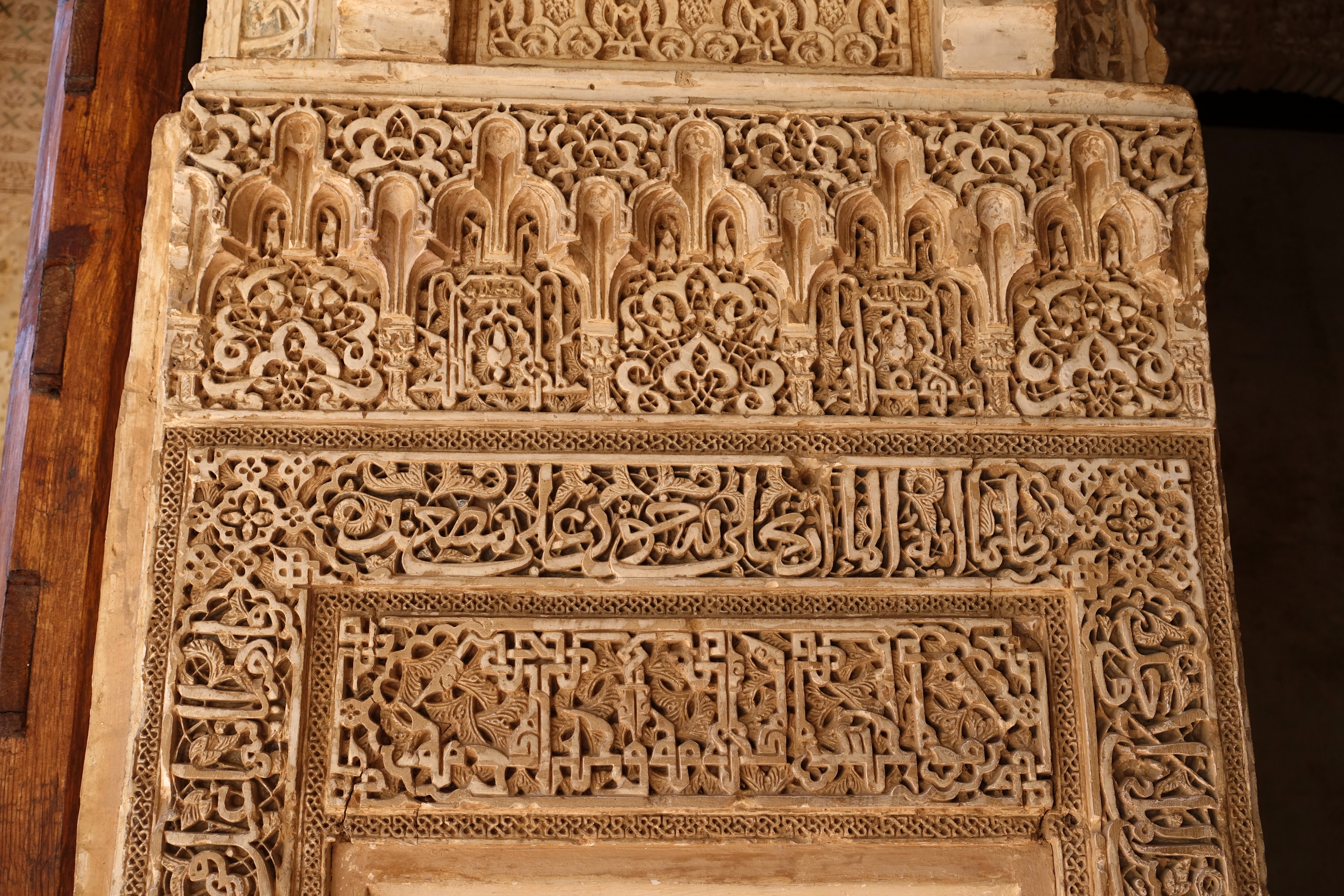
Poesia in onore di Ismaʿil I di Granada scolpita nel Palazzo del Generalife

Alla fine dell'estate del 1316, Pietro e Ismaʿil si accordarono per una tregua fino al 31 marzo 1317. Il primo invase nuovamente Granada nel 1317 concludendo un'altra intesa, ma nello stesso anno si assicurò tramite una bolla pontificia la proclamazione di una crociata da parte di papa Giovanni XXII, il quale autorizzò anche l'uso dei fondi raccolti dalla Chiesa per sostenere il conflitto. La guerra riprese nella primavera del 1318 e a settembre Ismaʿil e Pietro suggellarono l'ennesima tregua. Nonostante il pretesto di aiutare Nasr, l'intenzione di Pietro in quel momento era probabilmente quella di sottomettere del tutto Granada, tanto che dichiarò: "Non sarei un figlio del re Don Sancho se nel giro di pochi anni, se Dio mi concederà di viverli, non facessi in modo che la casa di Granada torni alla Corona di Spagna». La minaccia castigliana contro Granada si concluse con la battaglia della Vega del giugno 1319, quando le truppe granadine guidate da Uthman ibn al-Ula sbaragliarono le truppe castigliane e causarono la morte di Pietro e del principe Giovanni, che in precedenza era diventato coreggente.